# Макс Нетер
Макс Нетер (нім. Max Noether, 24 вересня 1844 — 13 грудня 1921) — німецький математик, що працював у галузі алгебричної геометрії і теорії алгебричних функцій. Батько Еммі Нетер.

## Життєпис
Макс Нетер народився 1844 року в Мангаймі в єврейській родині, що займалася оптовою торгівлею обладнанням. Його дід Еліас Самюель 1797 року заснував бізнес у Брухзалі. 1809 року Великий герцог Бадена видав «Едикт про толерантність», за яким німецьке спадкове прізвище присвоювалося кожному чоловікові-главі єврейської сім'ї. Еліас Самюель вибрав прізвище Нетер, і, на хвилі християнізації імен, їхній син Герц (батько Макса) став Германом. Макс був третім з п'яти дітей. Дружиною Германа була Амалія Вюрцбергер.
У віці 14 років Макс захворів на поліомієліт, і його наслідки позначалися на ньому протягом усього життя. Він самостійно вивчив вищу математику і вступив до Гейдельберзького університету 1865 року. Він працював на факультеті кілька років, а 1888 року перейшов у Ерлангенський університет. Там він брав участь у заснуванні алгебричної геометрії як галузі математики.
1880 року він одружився з Амалією Кауфман, яка також походила з багатої єврейської купецької сім'ї. Через два роки в них народилася дочка, названа Амалією («Еммі») на честь матері. Еммі Нетер стала однією з центральних фігур загальної алгебри. 1883 року в них народився син Альфред, який вивчав хімію і помер 1918 року. Їхня третя дитина — Фріц — народилася 1884 року. Як і Еммі Нетер, Фріц Нетер став відомим математиком. Мало відомо про їхню четверту дитину, Густава Роберта, який народився 1889 року. Він страждав від тривалої хвороби і помер 1928 року.
Макс Нетер працював повним професором у Ерлангені протягом багатьох років і помер там 13 грудня 1921 року.

## Внесок в алгебричну геометрію
Брілль і Макс Нетер розробили альтернативні доведення з використанням алгебричних методів для більшості робіт Рімана щодо ріманових поверхонь. У теорії Брілля — Нетера вони пішли далі, оцінивши розмірність простору відображень степеня d із алгебричної кривої в проєктивний простір Pn. У біраціональній геометрії Нетер увів фундаментальну техніку роздуття, щоб довести розв'язання особливих точок плоских кривих.
Макс Нетер зробив важливий внесок у теорію алгебричних поверхонь. Формула Нетера є першим випадком теореми Рімана — Роха для поверхонь. Нерівність Нетера — одне з основних обмежень на дискретні інваріанти поверхонь. Теорема Нетера — Лефшеца (доведена Лефшецом) говорить, що група Пікара дуже загальної поверхні степеня принаймні 4 в P3 породжена обмеженням лінійного розшарування O(1).
Макс Нетер і Кастельнуово показали, що групу Кремони біраціональних автоморфізмів комплексної проєктивної площини породжує «квадратичне перетворення»: [x,y,z] ↦ [1/x, 1/y, 1/z]
разом з групою PGL(3,C) автоморфізмів P2. Навіть сьогодні явні генератори групи біраціональних автоморфізмів P3 не відомі.